# Tangerang Selatan
Tangerang Selatan (eller Södra Tangerang) är en stad i den indonesiska provinsen Banten. Den är en förort till Jakarta och är belägen strax sydväst om denna stad. Befolkningen uppgår till cirka 1,7 miljoner invånare. Staden bildades den 26 november 2008 av delar från distriktet Tangerang.

## Administrativ indelning
Staden är indelad i sju underdistrikt:
- Ciputat
- Ciputat Timur
- Pamulang
- Pondok Aren
- Serpong
- Serpong Utara
- Setu

Dessa är i sin tur indelade i 54 mindre enheter (49 kelurahan och 5 desa).